# معهد الإنماء العربي
معهد الإنماء العربي هو معهدٌ علميٌ عربيٌ قومي، هدف إلى «بعث نهضةٍ عربيةٍ علميةٍ ثقافية». تأسس في طرابلس الغرب عام 1972، وافتُتح فرعٌ له في بيروت عام 1976، وكان الأخير أكثر نشاطًا في الجانب الثقافي والعلمي. كان هذا المعهد يهدف أيضًا إلى «تعبئة واحتضان جهود العلماء العرب المنتشرين حول العالم، لتحقيق ثورةٍ علميةٍ تقنيةٍ عربية»، ولكن أهدافه لم تتحقق كاملةً، حتى توقف بشكلٍ تامٍ في بداية تسعينات القرن العشرين.
يُشار للمعهد بالمصادر الأجنبيَّة تحت اسم «Arab Development Institute»، واختصارًا ADI، وتشير له بأنَّه أول مؤسسةٍ تُعنى بالبحوث والدراسات العلمية والتقنيَّة في مختلف المجالات والتخصصات على المستويين الوطني والإقليمي.

## التاريخ

### ليبيا
أنشأ «معهد الإنماء العربي» في طرابلس بليبيا في 24 سبتمبر 1972، وذلك وفقًا للقانون «رقم 126 لسنة 1972م صادر في 16 شعبان 1392هـ بإنشاء معهد الإنماء العربي» والذي نُشر في الجريدة الرسمية الليبية، وكان ذلك في عهد الجمهورية العربية الليبية، وكان آنذاك رئيس الوزراء الليبي هو عبد السلام جلود. نصّ القانون في مادته الثانيَّة على أن «يكون المقر الرئيسى للمعهد بمدينة طرابلس، ويجوز أن تكون له مكاتب فرعية أو معاهد تابعة له داخل الجمهورية أو في الدول الأخرى وخاصة الدول العربية والإفريقية كلما اقتضت حاجة العمل إلى ذلك، ويتم إنشاء المكاتب الفرعية أو المعاهد خارج الجمهورية بقرار من مجلس الوزراء»، كما بيّن أنَّ هدف المعهد هو «تعبئة جهود العلماء العرب للقيام بكل ما يؤدى إلى تحقيق ثورة علمية تقنية عربية. ويلتزم المعهد في تحقيق أغراضه منهجية البحث العلمي الإنمائي التكاملي ويعمل على نشرها في الوطن العربي». يشار بأنه كان قد نُشر قانونٌ معدّل في 7 يناير 1975 وهو «قانون رقم (6) لسنة 1975 بشأن إنشاء معهد الإنماء العربي»، والذي ألغى القانون رقم 126 لسنة 1972.
يُشير أحد المصادر بأنَّ الدبلوماسي اللبناني حسن صعب (1922 - 1990) قد لعب دورًا في تأسيس معهد الإنماء العربي في طرابلس الغرب عام 1972، وهي المؤسسة التي «أرادها موقعا للعلماء العرب المنتشرين في العالم، وحلم  بمدينة للعلماء تحضنهم»، ولكنَّ حلمه لم يتحقق لانقطاع علاقته بالمعهد بعد فترةٍ قصيرة من تأسيسه.
بعد إنشاء «الهيئة القوميَّة للبحث العلمي» في عام 1981، وفقًا لقرار اللجنة الشعبية العامة «رقم 246 لسنة 1981م صادر في 15 مارس 1981م بإنشاء الهيئة القومية للبحث العلمي»، فقد تقرر نقل مقر «معهد الإنماء العربي» من طرابلس الغرب إلى بيروت، على أن يُدمج معه فرع المعهد الذي كان موجودًا أساسًا هناك منذ عام 1976، وقد عُهد له القيام بالدراسات والبحوث في المجالات الاستراتيجية والأمن القومي، وتمكين الباحثين العرب من نشر أبحاثهم ودراساتهم وإثراء الثقافة العربية عمومًا.
كان صُندوق مكتب البريد [الإنجليزية] لفرع طرابلس يحمل رقم 8004.

### لبنان
افتُتح فرعٌ لمعهد الإنماء العربي في بيروت عام 1976، وكان يضم عددًا من الفرق البحثيَّة في أمور التاريخ والحرب الأهلية اللبنانية والفكر القومي العربي وغيرها. يشير كتاب «اللغة العربية والصحوة العلمية الحديثة» الصادر لكارم السيد غنيم عام 1990 بأنَّ «هناك في بيروت معهد الإنماء العربي وهو فرع للمعهد نفسه الموجود في ليبيا، ولكننا نرى النشاط العلمي والثقافي الواضح يصدر عن فرع بيروت، هذا المعهد الذي يقوم بأنشطة علمية ولغوية وثقافية هامة، سواء بإصدار الكتب والموسوعات، أو بإصدار معجم مصطلحات علمية وتقنية لم نر مثيلًا له في كل الدول العربية من حيث دقة الإخراج وعدد المصطلحات ونوعياتها…». كان يصدر لفرع بيروت «مجلة الفكر العربي».
يُشير أحد المصادر بأنَّ الكاتب الليبي أحمد الفقيه (1942 - 2019) كان قد أجرى مقابلةً مع الكاتب والفيلسوف والمفكِّر القومي السوري مطاع صفدي (1929 - 2016)، حيث ساهم الأخير في إنشاء «معهد الإنماء العربي في بيروت» بتمويلٍ ليبي من معمر القذافي، ويُكمل الفقيه بأنَّ إنشاء هذا الفرع كان «لأغراض القذافي المخفية»، وأنَّ مطاع قد ترك المعهد بعد أن اكتشف «الوجه البشع للدكتاتور الفوضوي».
كان صُندوق مكتب البريد [الإنجليزية] لفرع بيروت يحمل رقم 14/5300.

### التوقف
استمر نشاط «معهد الإنماء العربي» منذ تأسيسه في سبعينات القرن العشرين وحتى بداية تسعينات القرن العشرين. يشير أحد المصادر «تعرض عالم البحث في العلوم الاجتماعية إلى الانكماش بفعل توقف معهد الإنماء العربي في بداية التسعينات عن النشاط البحثي عمليًا».

## النشاطات
ساهم معهد الإنماء العربي في دراسة مختلف جوانب الحياة في الوطن العربي، وجمع لهذه الغاية أكثر من 314 باحثًا في مختلف المجالات، حيث نشروا في مجال الموسوعات والمعاجم 50 جزءًا وفي مجال العلوم 47 كتابًا، إضافةً لنشرهم العديد من المؤلفات الأخرى. يُشير أحد المصادر بأنَّ عدد الكتب التي نشرها المعهد تجاوزت 120 كتابًا في مختلف المجالات العلميَّة والأدبية. كان المعهد يمارس عددًا من النشاطات، والتي تضمنت عفد المؤتمرات والندوات العلمية، مع التركيز على عددٍ من المشاريع الأساسيَّة، ومنها:
- تعريب «معجم ماجروهيل للمصطلحات العلميَّة والتكنولوجيَّة» (بالإنجليزية: McGraw-Hill Dictionary of Scientific and Technical Terms)‏، والذي يحتوي على أكثر من 100 ألف مصطلح، وصدر مُعرَّبًا تحت اسم معجم مصطلحات العلم والتكنولوجيا في 4 أجزاء.
- «مشروع هاملن» لترجمة سلسلة كتب هاملن العلمية، وصدر منها أكثر من 16 كتابًا.
- «مشروع سلسلة الكتب العلمية الميسرة» والذي يهدف لإغناء المكتبة العربية بالمراجع العلميَّة الأصيلة، ونُشر منها أكثر من 13 كتابًا.
- إصدار عددٍ من المجلات، وتشمل «مجلة الفكر العربي»، «مجلة الفكر الاستراتيجي العربي»، «مجلة العلم والتقنية».

### منشوراته
صدر لمعهد الإنماء العربي العديد من المؤلفات، وخصوصًا من فرع بيروت، ومنها::
- «معجم مصطلحات العلم والتكنولوجيا»، والذي صدر في أربعة أجزاء شملت قرابة 3500 صفحة من القطع الكبير بين عامي 1982 و1986.[16]
- «سلسلة الكتب العلمية»، وتضمنّت عدة مواضيع، منها: «رسالة في البصريات» (1987)، «محطات في تاريخ الكيمياء» (1988)، «مبادئ النظرية الكهرمغنطيسية» (1989)، «عنف الإنسان أو العدوانية الجماعية» (1989) وغيرها.[17]
- «الموسوعة الفلسفية العربية»، والتي صدرت في مجلدين، وترأس تحريرها معن زيادة. عنوان الجزء الأول: «الاصطلاحات والمفاهيم» (1986)،[18] والمجلد الثاني في جزأين،[19] عنوانه: «المدارس والمذاهب والاتجاهات والتيارات» (1988).[20]

### باللغة العربيَّة
1. 1 2 3 4  الجماهيرية العربية الليبية الشعبية الاشتراكية: نبذة عن الهيئة القومية للبحث العلمي (PDF) (ط. 1). بيروت: معهد الإنماء العربي. 1984. ص. 27-8.
2. 1 2  كارم السيد غنيم (1990). اللغة العربية والصحوة العلمية الحديثة. القاهرة: مكتبة ابن سينا للنشر والتوزيع. ص. 181. OCLC:4770638771.
3. 1 2 3  عدنان الأمين، المحرر (2010). نحو فضاء عربي للتعليم العالي: التحديات العالمية والمسؤوليات المجتمعية. بيروت: منظمة الأمم المتحدة للتربية والعلم والثقافة. ص. 582-3. ISBN:9789236041742. OCLC:1006317576.
4. 1 2  "قانون رقم 126 لسنة 1972 م بإنشاء معهد الإنماء العربي". المجتمع القانوني الليبي. اطلع عليه بتاريخ 2025-03-22.
5. ↑  "قانون رقم (6) لسنة 1975 بشأن إنشاء معهد الإنماء العربي". مركز جنيف لحوكمة قطاع الأمن. اطلع عليه بتاريخ 2025-03-22.
6. ↑  "المئوية الأولى لولادة "مفكر الإنماء" الدكتور حسن صعب". ثقافيات. 16 أكتوبر 2022. مؤرشف من الأصل في 2022-10-24. اطلع عليه بتاريخ 2025-03-22.
7. ↑  "الجريدة الرسمية لسنة 1981 م العدد 34 السنة التاسعة عشرة". المجتمع القانوني الليبي. اطلع عليه بتاريخ 2025-03-22.
8. ↑  "قرار رقم 868 لسنة 1985 م بتعيين أمين عام الهيئة القومية للبحث العلمي وأمناء اللجان الوطنية المتخصصة". المجتمع القانوني الليبي. اطلع عليه بتاريخ 2025-03-22.
9. ↑  رضوان السيد (2001). "وقائع تجربة (مثقف) في لبنان: ماذا يعني أن تكون مثقفا غير محسوب على تيار أو طائفة؟ ماذا يعني أن تبحث عن طريق مستقل لذاتك؟ هذا هو السؤال". مجلة العربي ع. 510: 90. مؤرشف من الأصل في 2024-10-13. اطلع عليه بتاريخ 2025-03-22.
10. ↑  خالد عزب (12 فبراير 2021). "احتفت به الرابطة المحمدية.. رضوان السيد مفكرًا ومجددًا". صحيفة الرأي. اطلع عليه بتاريخ 2025-03-22.
11. ↑  رضا ملولي (1996). في الحداثة والتقدم: حوارات فكرية. نقوش عربية. ص. 39. OCLC:1039033019.
12. ↑  "زهير حطب". معهد العلوم الاجتماعية - الجامعة اللبنانية. الجامعة اللبنانية. مؤرشف من الأصل في 2025-01-13. اطلع عليه بتاريخ 2025-03-22.
13. ↑  نور الدين خليفة النمر (12 يونيو 2016). "مطاع صفدي من المُوات إلى الموت". بوابة الوسط. اطلع عليه بتاريخ 2025-03-22.
14. ↑  "مقدمة العدد". مجلة الفكر العربي. ج. 20 ع. 95: 4. 1999. اطلع عليه بتاريخ 2025-03-22.
15. ↑  "الناشرون: معهد الإنماء العربي". المرصد العربي للترجمة. مؤرشف من الأصل في 2025-03-22. اطلع عليه بتاريخ 2025-03-22.
16. ↑  أنور محمود عبد الواحد؛ محمد الدبس، المحررون (1982). معجم مصطلحات العلم والتكنولوجيا: إنكليزي عربي (بالعربية والإنجليزية). بيروت: معهد الإنماء العربي. ISBN:978-0-07-045258-9. OCLC:10779082. QID:Q130204326.
17. ↑  سلسلة الكتب العلمية، إشراف: محمد الدبس، معهد الإنماء العربي، QID:Q131308160{{استشهاد}}:  صيانة الاستشهاد: آخرون (link)
18. ↑  معن زيادة، المحرر (1986)، الموسوعة الفلسفية العربية: الاصطلاحات والمفاهيم (بالعربية والإنجليزية والفرنسية والألمانية) (ط. 1)، بيروت: معهد الإنماء العربي، ج. 1، QID:Q133878261
19. ↑  معن زيادة، المحرر (1988)، الموسوعة الفلسفية العربية: المدارس والمذاهب والاتجاهات والتيارات (بالعربية والإنجليزية والفرنسية والألمانية) (ط. 1)، بيروت: معهد الإنماء العربي، ج. 2، QID:Q133878262
20. ↑  عبد الستار جعبر (1 يناير 1991). "الموسوعة الفلسفية العربية "الجزء الأول" نشر: معهد الإنماء العربي". مجلة المعجمية ع. 7: 191–199. مؤرشف من الأصل في 2024-03-25. اطلع عليه بتاريخ 2025-03-22.

### باللغة الإنجليزية
1. 1 2  National science and technology policies in the Arab States: present situation and future outlook (بالإنجليزية). UNESCO. 1976. p. 127. OCLC:1014652238.
2. 1 2  Bulletin of the UNESCO Regional Office for Science and Technology in the Arab States (بالإنجليزية). UNESCO. Vol. 14. 1986. p. 36. OCLC:2908233.
3. 1 2  Mustafa O. Attir (1980). The Libyan Sociologists, Anthropologists and Social Workers and their Scientific Research (PDF) (بالإنجليزية). The Silphium Gatherer. p. 1. Archived from the original (PDF) on 2024-06-15.

## روابط خارجيَّة
- مؤلفات معهد الإنماء العربي عبر «المرصد العربي للترجمة».